# 潘原故城
潘原故城，位于中国甘肃省平凉市崆峒区，为一个省级文物保护单位，类型为古遗址。
潘原故城的历史年代为汉至唐。